# Элефант (отель)
Отель «Элефант» (нем. Hotel «Elephant») — гостиница в центре города Веймар с давними традициями. Место действия романа Томаса Манна «Лотта в Веймаре». В настоящее время входит в гостиничную сеть Kempinski.

## История
Ресторан гостиницы назван именем веймарской герцогини Анны Амалии (нем. Restaurant «Anna Amalia»). Впервые дом «У слона» (нем. «Zum Elephanten») упоминается в 1561 году, с 1696 года известен как гостиный двор (нем. Gastrof), в котором останавливались преимущественно купцы и возницы по пути на ярмарки, здесь же хранился их товар. Во времена «классического Веймара» (XVIII—XIX вв.) в гостинице останавливались многие гости, приезжавшие в город с надеждой познакомиться с Гёте. Среди них были поэты, композиторы, музыканты, в том числе Рейнхольд Ленц, Максимилиан Клингер, Феликс Мендельсон-Бартольди, Эрнст Раупах, Карл фон Холтей, Людвиг Бёрне.
Настоящую славу гостинице принёс приезд в Веймар в 1816 году Шарлотты Кестнер, которая почти 50 лет до этого послужила прототипом героини в романе Гёте «Страдания молодого Вертера» (1774). Шарлотта приехала под предлогом визита к своим веймарским родственникам, в действительности желая встретиться с Гёте, другом молодости, которого не видела 44 года. Шарлотта остановилась в гостинице «Элефант». Гёте встретил Шарлотту Кестнер холодно, недоумевал для чего она здесь появилась, сказав в конце концов раздражённо: «… Захотела вкусить славы». Об этой встрече в дневнике Гёте сохранилась лишь короткая запись, которая вдохновила Томаса Манна во время его эмиграции на написание романа «Лотта в Веймаре», считающегося одним из лучших произведений писателя. На основе этого романа был снят одноимённый фильм (1974—1975)) с известной актрисой Лилли Палмер в главной роли, режиссёр Эгон Гюнтер.
В годы нацизма в отеле происходило ежегодное международное пропагандистское Веймарское собрание поэтов. В своих воспоминаниях «Я была секретарём Гитлера» Криста Шрёдер повествовала, что шеф жаловался, как ему было сложно сохранять приватность в ходе многочисленных поездок по стране. В «Элефанте» за ним была закреплён постоянный номер с водопроводом, но без ванной, а туалет находился на этаже в конце коридора. Каждый выход из комнаты оборачивался для Гитлера «хождением в Каноссу»: на выходе из туалета его ожидала толпа людей, и он возвращался в свой номер сквозь строй людей с вытянутой рукой и вымученной улыбкой.
В 1945—1955 годах отель был закрыт, затем вновь открыт.